# Щен із сузір'я Гончих Псів
«Щен із сузір'я Гончих Псів» — радянський художній фільм 1991 року за мотивами однойменної повісті Лілії Неменової.

## Сюжет
У сузір'ї Гончих Псів відбувається незвичайне явище — зникає зірка, і тут же на Землі, в провінційному радянському місті з'являється цуценя — як виявилося, розумне і вміє говорити. Його господарем стає молодий спеціаліст Солдатов, у якого не все гаразд на роботі, що викликає ненависть до нього колег. Солдатов називає цуценя Щеном, а воно, у свою чергу, Солдатова — Рижиком. Взявши одного разу Щена на роботу, Солдатов спостерігає дивну картину: всі перестають його ненавидіти, всіх переповнює любов — до Щена, до нього, до життя взагалі. Єдина людина, не схильна до позитивного впливу Щена — безпосередній начальник Солдатова.

## У ролях
- Борис Шувалов —  Солдатов
- Євгенія Добровольська —  Ліда
- Валерій Носик —  батько Ліди
- Любов Поліщук —  мати Ліди
- Спартак Мішулін —  директор магазину
- Микола Парфьонов —  сусід
- Інна Виходцева —  сусідка
- Віктор Філіппов —  міліціонер
- Валентин Смирнитський —  головний редактор
- Олександр Лазарев —  Філіп
- Валерій Нємєшаєв —  Стьопа
- Станіслав Стрєлков —  Ося
- Марина Устименко —  Ніна

## Знімальна група
- Автор сценарію:  Едуард Гаврилов
- Режисер:  Едуард Гаврилов
- Оператор:  Едуард Гаврилов,  Інна Зараф'ян
- Художник:  Анатолій Анфілов
- Балетмейстер:  Борис Моїсеєв